# Idris Elba

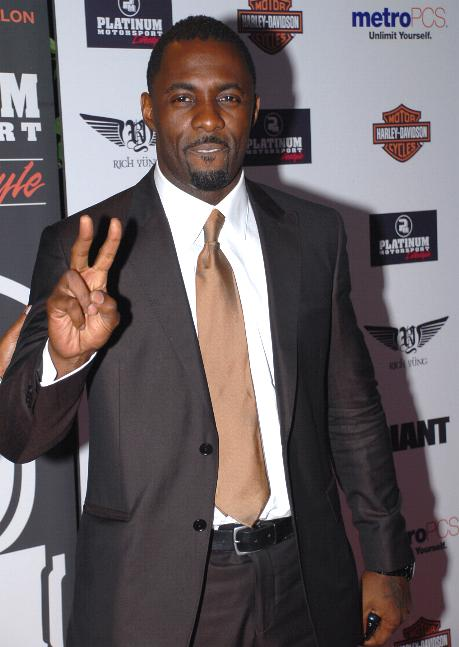
Idris Elba (2007)

Idris Elba, właśc. Idrissa Akuna Elba (ur. 6 września 1972 w Londynie) – brytyjski aktor filmowy, telewizyjny i teatralny, zdobywca Złotego Globu dla najlepszego aktora w miniserialu lub filmie telewizyjnym za rolę w produkcji Luther (2011). Poza tym nagrywa własną muzykę oraz działa jako DJ pod pseudonimami Big Driis i Big Driis the Londoner.
Jedną z pierwszych ról Elby był udział w operze mydlanej Channel 5 Family Affairs. Występował w wielu serialach, w tym m.in.: Ultraviolet, Sprawy inspektora Lynleya, Prawo ulicy i Biuro. Od września 2009 wcielał się w główną rolę w serialu telewizyjnym Luther, wyprodukowanym przez BBC i emitowanym na antenie BBC One. W 2010 zagrał w filmowej adaptacji komiksu Losers, a także w obrazie Takers, w którym partnerował Mattowi Dillonowi, T.I. i Chrisowi Brownowi.

## Życiorys

### Wczesne lata
Elba urodził się jako Idrissa Akuna Elba, a podczas nauki w szkole w Canning Town skrócił swoje pierwsze imię. Jego matka, Eve (z domu White), pochodziła z Ghany, natomiast ojciec, Winston Elba, z Sierra Leone. Elba dorastał jako jedynak w East Ham. W wieku 14 lat zaczął pomagać swojemu wujkowi, który zajmował się zapewnianiem muzyki na weselach. Po niecałym roku Elba rozpoczął z przyjaciółmi własny muzyczny biznes. Mając 16 lat porzucił szkołę i wygrał miejsce w National Youth Music Theatre. Od tego czasu imał się różnych zajęć, w tym m.in. cold callingowej sprzedaży, aby opłacić rachunki, w międzyczasie grając w Crimewatch, serii rekonstruującej morderstwa. Poza tym, w wieku 19 lat, pracował jako DJ w nocnych klubach pod pseudonimem Big Driis. Niedługo po tym zaczął brać udział w przesłuchaniach do seriali telewizyjnych. W 1989 podjął się pracy na nocną zmianę w fabryce Forda w Londynie. Elba zaczął traktować aktorstwo poważnie podczas nauki w szkole średniej, w czym pomogła mu nauczycielka tego przedmiotu, Susan McPhee.

### Telewizja
Mimo że działalność aktorska Elby rozpoczęła się oficjalnie w 1992, dopiero trzy lata później otrzymał swoją pierwszą rolę w serialu Bramwell. W 1995 roku po raz pierwszy został wymieniony w czołówce, przy okazji występu w jednym z odcinków serialu Absolutnie fantastyczne. W kolejnych latach pojawiał się w rolach drugoplanowych w wielu brytyjskich serialach, w tym m.in.: The Bill, Degrees of Error, The Ruth Rendell Mysteries, The Governor, Family Affairs, Ultraviolet oraz Dangerfield.
Elba podjął decyzję o wyjeździe do Nowego Jorku, a do Anglii wracał tylko po to, aby brać udział w nagraniach, w tym np. serialu Sprawy inspektora Lynleya. W 2001 wystąpił jako Achilles w sztuce Troilus and Cressida. W tym samym roku zagrał w jednym z odcinków serialu Prawo i porządek, a rok później dostał angaż do Prawa ulicy, w którym występował przez dwa lata. W 2005 roku wcielił się w postać kapitana Augustina Muganzy w filmie telewizyjnym Czasem w kwietniu, mówiącym o ludobójstwie w Rwandzie. W 2007 roku Elba pojawił się w specjalnym programie Black Entertainment Television Black Men: The Truth.
W 2008 zagrał w serialu The No. 1 Ladies’ Detective Agency, filmowanym w Botswanie. Premierowy odcinek wyemitowany został 23 marca i osiągnął 6,3 miliona widzów i 27% udziału w rynku. Rok później pojawił się w amerykańskim serialu Biuro. W 2009 zaczął grać tytułową rolę w serialu BBC, Luther, za którą dostał Złoty Glob.

### Kariera filmowa
W 2001 wystąpił w Buffalo Soldiers, jednak film został szybko wycofany z kin ze względu na polityczny oddźwięk. W 2005 zagrał w obrazie The Gospel, a w 2007 wystąpił z Hilary Swank w horrorze Plaga.
W 2007 zagrał główną rolę w dramacie Moje córki oraz jedną z drugoplanowych ról w filmie 28 tygodni później. W tym samym roku wcielił się również w postać Tango w thrillerze Amerykański gangster oraz pojawił się w obrazie This Christmas.
W 2008 roku Elba wystąpił w horrorze Prom Night oraz kryminale RocknRolla w reżyserii Guya Ritchiego. W 2009 zagrał w filmach Nienarodzony oraz Obsesja.
W 2010 zagrał w filmowej adaptacji komiksu The Losers, która kręcona była w Portoryko. Poza tym wystąpił w thrillerze Takers, gdzie partnerował Haydenowi Christensenowi, Chrisowi Brownowi, T.I. i Paulowi Walkerowi.
W 2012 wziął udział w głośnym horrorze science-fiction Prometeusz, wyreżyserowanym przez Ridleya Scotta. Wystąpił tam obok m.in. Charlize Theron, Noomi Rapace i Michaela Fassbendera.
W 2016 roku użyczył głosu złowrogiemu tygrysowi Shere Khanowi w filmie Księga Dżungli.
Był na okładkach „Details”, „Entertainment Weekly”, „Esquire”, „Men’s Health”, „Maxim”, „Essence”, „Vanity Fair”, „NME”, „GQ” i „Interview”.

### Kariera muzyczna
W 2001 wystąpił w teledyskach Fata Joego i Angie Stone. W 2006 wydał swój pierwszy minialbum Big Man. Elba był współproducentem i współwykonawcą intra na albumie American Gangster Jaya-Z.
Elba był DJ-em na NBA All Star 2007 w Venetian Hotel i Ice House Lounge w Las Vegas, w 2009 roku pełnił tę samą funkcję w programie BET Rising Icons. Wystąpił również w wideoklipie „Respect My Conglomerate” Busta Rhymesa. Drugi minialbum Elby nosi tytuł Kings Among Kings.

## Życie prywatne
Elba był w przeszłości żonaty; w wywiadzie przyznał, że jego była żona jest wspaniałą osobą, ale chcieli innych rzeczy w życiu, dlatego musieli się rozstać. Z tego związku ma córkę, Isan, która urodziła się w 2002. Elba był wielokrotnie widywany z byłą żoną po rozwodzie, gdyż, jak powiedział, pozostają w przyjacielskich stosunkach. Elba przyjaźni się z Seanem Combsem i Ludacrisem, a większość czasu spędza w Atlancie, gdzie mieszka jego córka. W kwietniu 2009 roku Elba został ambasadorem akcji przeciw przemocy. Elba jest kibicem londyńskiej drużyny Arsenal FC, podczas gdy jego ojciec to fan Manchester United.
W październiku 2016 stoczył swoją pierwszą walkę w kickboxingu w pojedynku w London’s York Hall i wygrał ją. W filmie dokumentalnym na kanale Discovery Channel Idris Elba: Fighter (2017), Elba podróżuje po całym świecie i doskonali swoje umiejętności w boksie tajskim i kickboxingu.

### Image
W 2004 i 2005 Elba wybierany był jednym z najprzystojniejszych mężczyzn planety według magazynu „Essence”. Idris w 2007 roku umieszczony został również przez magazyn People na dorocznej liście 100 najpiękniejszych. W sierpniu 2009 roku pojawił się na okładce Essence.

## Filmografia
| Rok       | Film/Serial                          | Rola                       | Uwagi |
| --------- | ------------------------------------ | -------------------------- | --- |
| 1995      | Absolutnie fantastyczne              | Gigolo                     | Odcinek: „Sex” |
| 1997      | Family Affairs                       | Tim Webster                | |
| 1998      | Ultraviolet                          | Vaughan Rice               | |
| 1999      | Belle maman                          | Grégoire                   | |
| 1999      | Dangerfield                          | Matt Gregory               | |
| 2000      | Sorted                               | Jam                        | |
| 2000      | In Defence                           | PC Paul Fraser             | |
| 2001      | Buffalo Soldiers                     | Kimborough                 | |
| 2002      | Sprawy inspektora Lynleya            | Robert Gabriel             | Odcinek: „Payment in Blood”                                                                                            |
| 2002      | Prawo ulicy                          | Russell ‘Stringer’ Bell    | |
| 2003      | One Love                             | Aaron                      | |
| 2005      | Czasem w kwietniu                    | Augustin Muganza           | Nominacja – Black Reel Awards, Najlepszy aktor telewizyjny Nominacja – NAACP Image Awards, Najlepszy aktor telewizyjny |
| 2005      | Gospel                               | Charles Frank              | Nominacja – Black Reel Awards, Najlepszy aktor                                                                         |
| 2007      | Moje córki                           | Monty James                | Nominated – BET Awards, Najlepszy aktor                                                                                |
| 2007      | Plaga                                | Ben                        | |
| 2007      | 28 tygodni później                   | General Stone              | |
| 2007      | Amerykański gangster                 | Tango                      | Nominacja – Screen Actors Guild Awards, Najlepsza obsada                                                               |
| 2007      | This Christmas                       | Quentin Whitfield          | |
| 2008      | The No. 1 Ladies’ Detective Agency   | Charles Gotso              | |
| 2008      | Prom Night                           | Detektyw Winn              | |
| 2008      | RocknRolla                           | Mumbles                    | |
| 2008      | The Human Contract                   | Larry                      | |
| 2009      | Nienarodzony                         | Arthur Wyndham             | |
| 2009      | Biuro                                | Charles Miner              | Kilka odcinków 5. serii                                                                                                |
| 2009      | Obsesja                              | Derek Charles              | Nominacja – NAACP Image Awards, Najlepszy aktor                                                                        |
| 2010      | Takers                               | Gordon Jennings            | |
| 2010      | Legacy                               | Malcolm Gray               | |
| 2010      | The Losers: Drużyna potępionych      | Roque                      | |
| 2010–2015 | Luther                               | John Luther                | Złoty Glob, Najlepszy aktor w miniserialu lub filmie telewizyjnym                                                      |
| 2011      | Thor                                 | Heimdall                   | |
| 2011      | Ghost Rider 2                        | Moreau                     | |
| 2012      | Prometeusz                           | Captain Janek              | |
| 2013      | Pacific Rim                          | Stacker Pentecost          | |
| 2013      | Thor: Mroczny świat                  | Heimdall                   | |
| 2013      | Mandela: Droga do wolności           | Nelson Mandela             | Nominacja – Złote Globy, Najlepsza rola męska                                                                          |
| 2014      | Second Coming                        | Mark                       | |
| 2014      | No Good Deed                         | Colin                      | |
| 2015      | Gunman: Odkupienie                   | Barnes                     | |
| 2015      | Avengers: Czas Ultrona               | Heimdall                   | |
| 2015      | Beasts of No Nation                  | Komendant                  | |
| 2016      | 100 Streets                          | Max                        | |
| 2016      | Dzień Bastylii                       | Sean Briar                 | |
| 2016      | Star Trek: W nieznane                | Krall                      | |
| 2016      | Księga dżungli                       | Shere Khan                 | Rola głosowa |
| 2017      | Mroczna Wieża                        | Roland Deschain            | |
| 2017      | Pomiędzy nami góry                   | Ben Bass                   | |
| 2017      | Thor: Ragnarok                       | Heimdall                   | |
| 2017      | Gra o wszystko                       | Charlie Jaffey             | |
| 2018      | Avengers: Wojna bez granic           | Heimdall                   | |
| 2019      | Szybcy i wściekli: Hobbs i Shaw      | Brixton                    | |
| 2021      | Legion samobójców: The Suicide Squad | Robert DuBois / Bloodsport | |
| 2022      | Sonic 2. Szybki jak błyskawica       | Knuckles the Echidna       | Rola głosowa |
| 2022      | Bestia                               | Dr Nate Samuels            | |
| 2023      | Luther: Zmrok                        | John Luther                | |
| 2024      | Cyberpunk 2077: Widmo Wolności       | Salomon Reed               | |